# ناقلة الجند المدرعة طراز 73
ناقلة الجند المدرعة طراز 73 أو طراز 73 هي ناقلة أفراد مدرعة مجنزرة دخلت الخدمة مع قوة الدفاع الذاتي البرية اليابانية في عام 1973. اعتمدت قوات الدفاع الذاتي البرية اليابانية في عام 1996 ناقلة الجند المدرعة المدولبة طراز 96 لتكمل طراز 73 وتستبدله في النهاية.

## تطوير
أصدرت مؤسسة البحث والتطوير التقني التابعة لوزارة الدفاع متطلبات لبناء ناقلة جند مدرعة جديدة لتحل محل ناقلة الجنود المدرعة طراز 60 في عام 1967. حيث أثيرت مخاوف بشأن عدم إمكانية تجهيز الطراز 60 بمعدات الحماية النووية والبيولوجية والكيميائية.
تتضمن المتطلبات السرعة القصوى التي تتجاوز 60 كم/ساعة، القدرة على حمل 12 فردًا بما في ذلك الطاقم، أن تكون برمائية بالكامل، مزودة بدروع من الألومنيوم ملحومة بالكامل، وتزويد المشاة بإمكانية استخدام الأسلحة من داخل المركبة، بالإضافة إلى تسليحها بمدفع رشاش عيار 20 مم، ومدفع رشاش عيار 12.7 مم، ومدفع رشاش عيار 7.62 مم. بُنيت وحدة اختبار في عام 1968. قامت كل من شركة ميتسوبيشي للصناعات الثقيلة وكوماتسو ببناء نموذجين أوليين في العام التالي.
اختُير نموذج ميتسوبيشي المصنوع من الألومنيوم للاستخدام في ديسمبر 1973. وتم تصنيع المسارات بواسطة شركة كوماتسو بينما كانت شركة هيتاشي مسؤولة عن تصنيع نظام ناقل الحركة الخاص بها.
أُنتِجَ ما مجموعه 338 مركبة من طراز 73 بحلول عام 1994.

## تصميم
يعتبر الطراز 73 فريد من نوعه حيث يستخدم تصميم محرك V4 في المنتصف، حيث يتواجد السائق والقائد ومتولي الرشاش في مقدمة المركبة. يجلس القائد بين السائق ومتولي الرشاش. أثناء التطوير، كانت هناك اعتبارات لتجهيز الطراز 73 بمدفع رشاش عيار 20 مم، لكن لم يتم اعتماده أبدًا بسبب ارتفاع تكاليف شرائه من راينميتال.

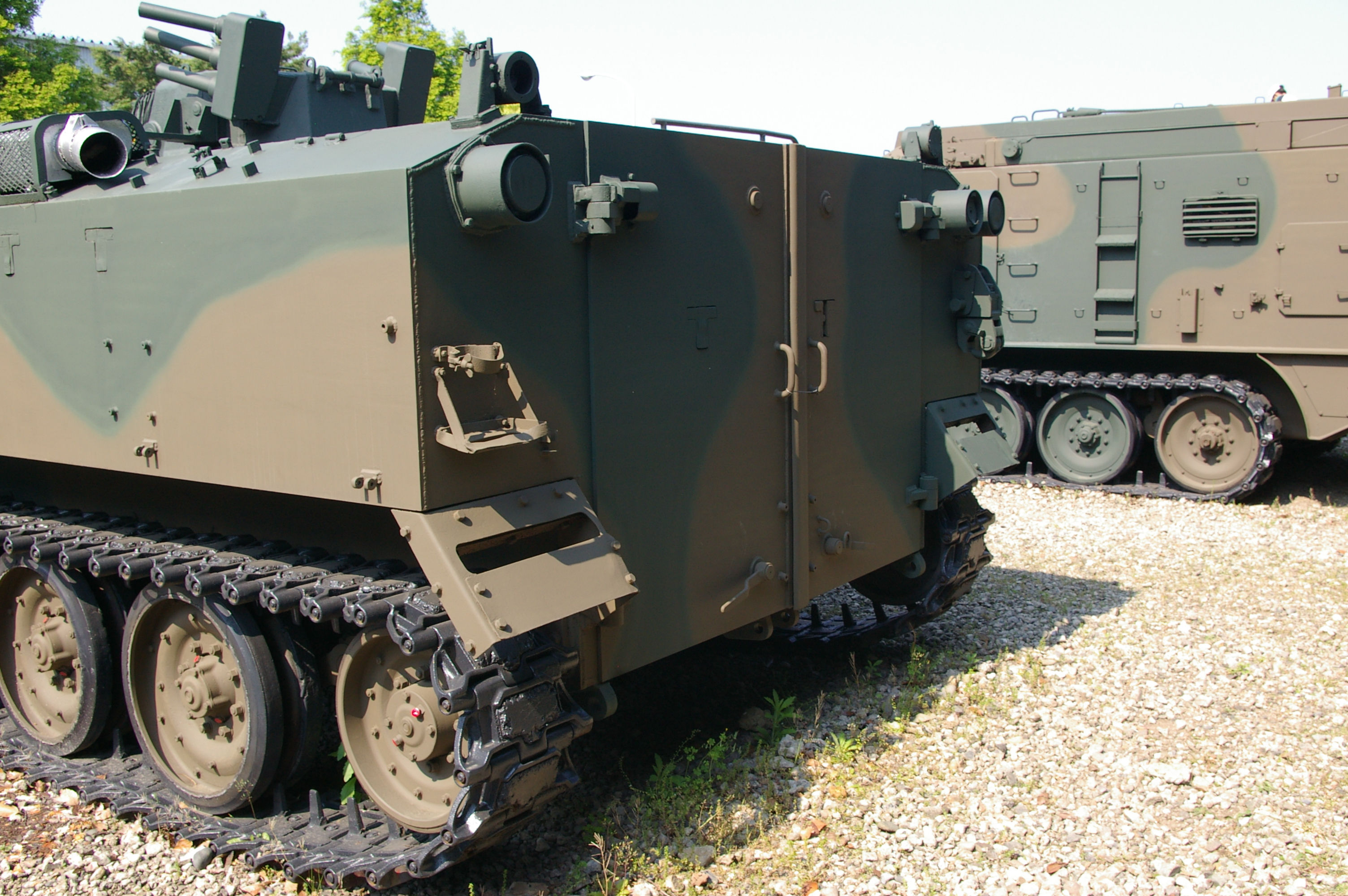
منظر خلفي للطراز 73 يظهر منافذ تفريغ الدخان وفتحات إطلاق النار في الأبواب الخلفية

## المتغيرات
تُستخدم نسخة القيادة مع سقف مرتفع في الخدمة.
عُدِّلَ هيكلُ Type 73 ليُستخدمَ مع مدفعِ الهاوتزرِ ذاتيِّ الحركةِ من نوع 74 عيار 105 ملم، وقاذفِ الصواريخِ المتعددِ من نوع 75 عيار 130 ملم، بالإضافةِ إلى مركبةِ قياسِ الرياحِ المرافقةِ من نوع 75.

## المشغلون
اليابان: أبلغت اليابان مكتب الأمم المتحدة لشؤون نزع السلاح في عام 2001 أن 337 مركبة من طراز Type 73 كانت في الخدمة، رغم أنه يبدو من غير المحتمل أن يتم استبدالها بالكامل كمركبة ناقلة للأفراد المجنزرة بسبب بطء معدل إنتاج مركبة قتال المشاة ميتسوبيشي Type 89. تُعرف المركبة باستخدامها من قبل الفرقة السابعة.